# Gołcza
Gołcza è un comune rurale polacco del distretto di Miechów, nel voivodato della Piccola Polonia.
Ricopre una superficie di 90,27 km² e nel 2006 contava 6 476 abitanti.